# Компакт-диск
Компакт-диск (англ. Compact Disc, CD) — оптический носитель информации в виде пластикового диска с отверстием в центре, процесс записи и считывания информации которого осуществляется при помощи лазера. Дальнейшим развитием компакт-дисков стали DVD и Blu-ray, а его ближайший «предок» — LaserDisc.
Изначально компакт-диск был создан для хранения аудиозаписей в цифровом виде (известен как CD-Audio), однако в дальнейшем стал широко использоваться как носитель для хранения любых данных (файлов) в двоичном виде (CD-ROM — англ. Compact Disc Read Only Memory, компакт-диск с возможностью только чтения). В дальнейшем появились компакт-диски с возможностью не только чтения однократно занесённой на них информации, но и записи (CD-R — англ. Compact Disc-Recordable, записываемый компакт-диск) и перезаписи (CD-RW — англ. Compact Disc-ReWritable, перезаписываемый компакт-диск).
Формат файлов на CD-ROM отличается от формата записи аудио-компакт-дисков, и потому обычный проигрыватель аудио-компакт-дисков не может воспроизвести хранимую на них информацию — для этого требуется специализированный привод (устройство) для чтения таких дисков.

## История
Разработка компакт-дисков началась в конце 1970-х годов и к началу 1979 года были изготовлены опытные образцы, различавшиеся по размерам и характеристикам. Стандартный компакт-диск был разработан и представлен в 1980 году компаниями Philips и Sony. Метод кодирования сигнала — импульсно-кодовая модуляция (ИКМ; англ. Pulse Code Modulation, PCM).
Выпуск первого коммерческого (опытные образцы CD производились и ранее) музыкального CD анонсирован 20 июня 1982 года, и 17 августа того же года на заводе звукозаписывающей компании Polygram, расположенном в Лангенхагене неподалёку от Ганновера, был выпущен, по заказу Philips, первый в мире коммерческий компакт-диск, положив тем самым начало их массовому производству.
Чести быть впервые изданными на CD удостоилась группа ABBA с альбомом «The Visitors».
Первым компакт-диском, попавшим на прилавки музыкальных магазинов, был альбом Билли Джоэла 1978 года 52nd Street. Продажи CD с этой записью начались в Японии 1 октября 1982 года.
Brothers in Arms стал одним из первых альбомов рок группы Dire Straits, записанных на цифровом оборудовании; это было связано со стремлением Марка Нопфлера к улучшению качества звука. Одноимённая песня считается первым в мире синглом, выпущенным на CD. В Великобритании он распространялся как промодиск с логотипом тура «Live in '85». Диск включал всего четыре песни и имел очень ограниченное хождение.
По данным Philips, за 25 лет в мире было продано более 200 млрд CD. Несмотря на то, что всё больше людей предпочитают приобретать музыкальные файлы через Интернет, по данным IFPI, продажи компакт-дисков в 2007 году составляли около 70 % всех продаж музыки.
Значительный вклад в популяризацию компакт-дисков внесли Microsoft и Apple Computer. В 1987 году Джон Скалли, на тот момент CEO Apple Computer, сказал, что компакт-диски произведут революцию в мире персональных компьютеров. Одним из первых массовых мультимедийных компьютеров/развлекательных центров, использующих CD, была Amiga CDTV (Commodore Dynamic Total Vision), позже компакт-диски стали использовать в игровых приставках Panasonic 3DO и Amiga CD32.
В России с середины 1990-х годов основной доход в отечественном издательском шоу-бизнесе пришёлся на продажу альбомов исполнителей и сборников музыки именно на компакт-дисках как на носителях, хотя Алла Пугачёва удостоилась издания своих альбомов на CD немногим временем раньше. В 1988 году в Японии фирма «Victor Entertaiment» издала на CD её сборник «Миллион роз», выходивший в 1983 году в этой же стране в виде LP, а в 1989 году Всесоюзная фирма грамзаписи «Мелодия» выпустила на компакт-диске очередной номерной альбом певицы, получивший название «Алла».

### Версия Джеймса Рассела
Существует версия о том, что компакт-диск изобрели вовсе не Philips и Sony, а американский физик Джеймс Рассел, работавший в компании Optical Recording. Уже в 1971 году он продемонстрировал своё изобретение для хранения данных. Делал он это для «личных» целей, желая предотвратить царапание своих грампластинок иглами звукоснимателей. А спустя восемь лет подобное устройство было «независимо» изобретено компаниями Philips и Sony.

### Девятая симфония Бетховена
Очевидцы и участники переговоров о формате CD свидетельствуют, что в Philips и Sony до мая 1980 года не было единого мнения о внешнем диаметре диска. С точки зрения инженеров Sony, был достаточен диаметр в 100 мм, поскольку он позволяет миниатюризировать портативный проигрыватель. От высшего руководства Philips исходила идея сделать диск не более диагонального размера стандартной аудиокассеты (115 мм), имевшей на рынке большой успех. Кроме того, в этом случае диск соответствует нормальным рядам линейных размеров системы DIN.
Вице-президент корпорации Sony Норио Ога, музыкант, в свою очередь полагал, что диск должен быть в состоянии вместить Симфонию № 9 Бетховена. В этом случае, по его мнению, на дисках можно будет распространять до 95 % классических произведений.
Дальнейшие исследования показали, что, например, девятая симфония в исполнении берлинского филармонического оркестра под руководством Герберта фон Караяна имела продолжительность 66 минут. Наиболее продолжительным исполнением стала симфония под руководством Вильгельма Фуртвенглера, исполненная на байрейтском фестивале — 74 минуты. Это и послужило решающим аргументом при принятии решения о ёмкости диска
«Как и в большинстве случаев, красивая история не имеет ничего общего с реальной жизнью. Эта история вышла из-под пера пиарщиков Philips», — считает бывший инженер Philips Кеес Имминк. Реальность же, по его мнению, была иной. Под Ганновером Philips уже подготовил производственную линию по выпуску компакт-дисков на заводе PolyGram. В минимальные сроки можно было запустить производство дисков размером 115 мм. Выпуск дисков размером 120 мм требовал значительных затрат денег и времени, поскольку был связан с заменой оснастки. По мнению Имминка, Sony не захотела смириться с ситуацией, что Philips получит преимущество по выходу на рынок.
Как бы то ни было, в мае 1980 года росчерком пера высшего руководства фирм был установлен окончательный размер диска в 120 мм с ёмкостью в 74 минуты аудиозаписи и частотой дискретизации в 44,1 кГц. Все прочие технические параметры пересчитывались, исходя из согласованных данных.

## Объём хранимых данных
Компакт-диски диаметром 12 см изначально вмещали до 650 Мбайт информации (или 74 минуты звукозаписи). Однако, начиная приблизительно с 2000 года, всё большее распространение получали диски объёмом 700 Мбайт, которые позволяют записать 80 минут аудио, впоследствии полностью вытеснившие диски объёмом 650 Мбайт. Встречаются и носители объёмом 800 мегабайт (90 минут) и больше, однако они могут не читаться на некоторых приводах компакт-дисков. Бывают также синглы диаметром 8,9 см (не путать с минидисками диаметром 8 см), на которые вмещается около 140 или 210 Мбайт данных или 21 минута аудио, и CD, формой напоминающие кредитные карточки (диски-визитки).
Увеличение ёмкости хранимой информации стало возможным благодаря полному использованию допусков на изготовление дисков. Так, например, расстояние между дорожками по стандарту ECMA-130 составляет 1,6 ± 0,1 микрометра, линейная скорость вращения диска 1,2 или 1,4 м/с ± 0,01 м/с с пропускной способностью 4,3218 Мбит/с. Ёмкость в 650 Мбайт соответствует скорости 1,41 м/с и расстоянию между дорожками, равному 1,7 мкм, а ёмкость в 800 Мбайт — скорости в 1,39 м/с и расстоянию между дорожками в 1,5 мкм.
| Тип   | Длительность, минуты | Секторов | Макс. размер CD-DA | Макс. размер CD-DA | Макс. размер данных | Макс. размер данных |
| Тип   | Длительность, минуты | Секторов | байты              | МиБ                | байты               | МиБ                 |
| ----- | -------------------- | -------- | ------------------ | ------------------ | ------------------- | ------------------- |
|       | 21                   | 94 500   | 222 264 000        | 212,0              | 193 536 000         | 184,6               |
|       | 63                   | 283 500  | 666 792 000        | 635,9              | 580 608 000         | 553,7               |
| 650MB | 74                   | 333 000  | 783 216 000        | 746,9              | 681 984 000         | 650,3               |
| 700MB | 80                   | 360 000  | 846 720 000        | 807,4              | 737 280 000         | 703,1               |
| 800MB | 90                   | 405 000  | 952 560 000        | 908,4              | 829 440 000         | 791,0               |
| 830MB |                      |          |                    |                    |                     |                     |
| 900MB | 99                   | 445 500  | 1 047 816 000      | 999,3              | 912 384 000         | 870,1               |

## Технические детали

### Геометрия диска
Компакт-диск представляет собой поликарбонатную подложку (A) толщиной 1,2 мм и диаметром 120 мм, покрытую тончайшим слоем металла (B) (алюминий, золото, серебро и др.), защищённого слоем лака (C), на который обычно наносится графическое представление содержания диска (D). Принцип считывания через подложку позволяет весьма просто и эффективно осуществить защиту информационной структуры и удалить её от внешней поверхности диска. Диаметр пучка (E) на внешней поверхности диска составляет порядка 0,7 мм, что повышает помехоустойчивость системы к пыли и царапинам. Кроме того, на внешней поверхности имеется кольцевой выступ высотой 0,2 мм, позволяющий диску, положенному на ровную поверхность, не касаться этой поверхности. В центре диска расположено отверстие диаметром 15 мм (диаметр пальца человека). Вес диска без коробки составляет ~15,7 г. Вес диска в обычной jewel-коробке (не slim) равен ~74 г.

### Кодирование информации
Формат хранения данных на диске, известный как Red Book («Красная книга»), был разработан компанией Sony. В основе формата лежат стандарты цифрового звука, применявшиеся в приставках (PCM-процессорах) для ИКМ-записи на бытовые видеомагнитофоны: разрядность 14 или 16 бит, частота выборки 44 056 или 44 100 Гц. В соответствии c «Красной книгой», на компакт-диск можно записывать звук в два канала с 16-битной импульсно-кодовой модуляцией (PCM) и частотой дискретизации 44,1 кГц. Благодаря коррекции ошибок с помощью кода Рида — Соломона лёгкие радиальные царапины не влияют на читаемость диска. В случае возникновения ошибочных значений ИКМ-сигнала, которые не могли быть исправлены системой коррекции ошибок, они заменяются на приблизительные значения, полученные с помощью интерполяции верных данных. Philips также владеет всеми правами на знак «Compact disc digital audio», логотип формата аудио-компакт-дисков.

### Информационная структура
Информация на диске записывается в виде спиральной дорожки из питов (англ. pit — углубление), выдавленных в поликарбонатной основе. Каждый пит имеет примерно 100 нм в глубину и 500 нм в ширину. Длина пита варьируется от 850 нм до 3,5 мкм. Промежутки между питами называются лендом (англ. land — пространство, основа). Шаг дорожек в спирали составляет 1,6 мкм. Питы рассеивают или поглощают падающий на них свет, а подложка — отражает. Поэтому записанный компакт-диск — пример отражательной дифракционной решётки с периодом 1,6 мкм. Для сравнения, у DVD период — 0,74 мкм.
Различают диски только для чтения («алюминиевые»), CD-R — для однократной записи, CD-RW — для многократной записи. Диски последних двух типов предназначены для записи на специальных пишущих приводах. В некоторых CD-плеерах и музыкальных центрах такие диски могут не воспроизводиться (в последнее время все производители бытовых музыкальных центров и CD-плееров включают в свои устройства поддержку чтения CD-R/RW).

### Считывание информации
Данные с диска читаются при помощи лазерного луча с длиной волны 780 нм, излучаемого полупроводниковым лазером. Принцип считывания информации лазером для всех типов носителей заключается в регистрации изменения интенсивности отражённого света. Лазерный луч фокусируется на информационном слое в пятно диаметром ~1,2 мкм. Если свет сфокусировался между питами (на ленде), то приёмный фотодиод регистрирует максимальный сигнал. В случае, если свет попадает на пит, фотодиод регистрирует меньшую интенсивность света.
Различие между дисками только для чтения (CD) и перезаписываемыми дисками (CD-R/RW) заключается в способе формирования питов. В диске только для чтения питы представляют собой некую рельефную структуру (фазовую дифракционную решётку), причём оптическая глубина каждого пита чуть меньше четверти длины волны света лазера, что приводит к разнице фаз в половину длины волны между светом, отражённым от пита и светом, отражённым от ленда. В результате в плоскости фотоприёмника наблюдается эффект деструктивной интерференции и регистрируется снижение уровня сигнала. В случае CD-R/RW пит представляет собой область с бо́льшим поглощением света, нежели ленд (амплитудная дифракционная решётка). В результате фотодиод так же регистрирует снижение интенсивности отражённого от диска света. Длина пита изменяет как амплитуду, так и длительность регистрируемого сигнала.
Скорость чтения/записи CD указывается кратной 150 КиБ/с (то есть 153 600 байт/с). Это 75 секторов в секунду, каждый — по 2048 байт. Например, 48-скоростной привод обеспечивает максимальную скорость чтения или записи, равную 48 × 150 = 7200 КиБ/с (7,03 МиБ/с).

### Чистящий диск
Также существуют чистящие компакт-диски, на рабочую поверхность которого прикреплено чистящее устройство для чистки линзы сенсора (см. фото).

## Защита от копирования
Спецификация компакт-дисков не предусматривает никакого механизма защиты от копирования — диски можно свободно размножать и воспроизводить. Однако начиная с 2002 года различные западные звукозаписывающие компании начали предпринимать попытки создать компакт-диски, защищённые от копирования. Суть почти всех методов сводится к намеренному внесению ошибок в данные, записываемые на диск, так, чтобы на бытовом CD-плеере или музыкальном центре диск воспроизводился, а на компьютере — нет. В итоге такие диски читаются далеко не на всех бытовых плеерах, а на некоторых компьютерах — читаются; выходит программное обеспечение, позволяющее копировать даже защищённые диски и т. д. Тем не менее звукозаписывающая индустрия продолжает испытывать всё новые методы.
Philips заявила, что на подобные диски, не соответствующие спецификациям «Red book», запрещается наносить знак «Compact disc digital audio».
Для дисков с данными существуют разнообразные методы защиты от копирования, например, метод измерения позиции данных, технологии StarForce, SecurDisc и др.
Формат CD-Audio (до появления программ cd-грабберов) являлся своеобразной защитой авторских прав и не позволял осуществить извлечение аудиофайлов с диска, например, с помощью приложения «Проводник Windows».

## Этапы производства компакт-дисков
1. Мастеринг — процесс подготовки данных для запуска в серию. (также см. SPARS-код)
2. Фотолитография — процесс изготовления штампа диска. На стеклянный диск наносится слой фоторезиста, на который производится запись информации. Фоторезист — полимерный светочувствительный материал, который под действием света изменяет свои физико-химические свойства.
3. Запись информации. Запись производится лазерным лучом, мощность которого модулируется записываемой информацией. Для создания пита мощность лазера повышается, что приводит к разрушению химических связей молекул фоторезиста, в результате чего он «задубевает».
4. Проявка фоторезиста. Поверхность фоторезиста подвергается травлению (кислотному, щелочному, плазменному), при котором удаляются те области фоторезиста, которые не были экспонированы лазерным лучом.
5. Гальванопластика. Проявленный стеклянный мастер-диск помещается в гальваническую ванну, где на его поверхность производится электролитическое осаждение тонкого слоя никеля.
6. Штамповка дисков методом литья под давлением с использованием полученного штампа.
7. Напыление зеркального металлического (алюминий, золото, серебро и др.) слоя на информационный слой.
8. Нанесение защитного лака.
9. Нанесение графического изображения — лейбла (от англ. Label).

## Запись на компакт-диски
Существуют и диски, предназначенные для записи в домашних условиях: CD-R (Compact Disc Recordable) для однократной и CD-RW (Compact Disc ReWritable) для многократной записи. В таких дисках используется специальный активный материал, позволяющий производить запись/перезапись информации. Различают диски с органическим (в основном, диски CD-R-типа) и неорганическим (в основном, CD-RW-диски) активным материалом.
При использовании органического активного материала запись осуществляется путём разрушения химических связей материала, что приводит к его потемнению (изменению коэффициента отражения материала). При использовании неорганического активного материала запись осуществляется изменением коэффициента отражения материала в результате его перехода из аморфного агрегатного состояния в кристаллическое, и наоборот. И в том, и в другом случае запись производится модуляцией мощности лазера.
В просторечии такие записываемые диски называются «болванками». Процесс записи называется «прожигом» (от англ. to burn) диска.

### Технология HD-BURN[14]
Суть технологии записи высокой плотности заключается в применении двух новых принципов, которые позволяют записывать вдвое больше информации на обычном носителе — диске CD-R.
1. Длина пита на диске уменьшается до 0,62 мкм.[уточнить] Длина пита обычного CD составляет 0,83 мкм.[уточнить] Это означает, что HD-BURN увеличивает ёмкость диска в 1,35 раза. Длина пита 0,62 мкм была выбрана для того, чтобы все существующие DVD Video-плееры и приводы DVD-ROM смогли считывать HD-BURN-диски после незначительной модернизации.
2. Применяется иная система коррекции ошибок: вместо CIRC (Cross Interleaved Reed Solomon Code — перемежающийся код Рида — Соломона) используется RS-PC (RS-PRODUCT Code) с модуляцией 8-16. Это позволило увеличить ёмкость ещё в 1,49 раза. По сообщению Sanyo, система коррекции ошибок RS-PC не только более компактна, но и эффективней, чем CIRC.[источник не указан 4690 дней]

В итоге ёмкость одного CD, записанного в режиме HD-BURN, в два раза превышает ёмкость компакт-диска, записанного в обычном режиме.

## Shape CD
Shaped CD (фигурный компакт-диск) — диск CD-ROM, но не строго круглой, а произвольной формы, с очертанием внешнего контура в виде разнообразных объектов, таких как силуэты, машины, самолёты, сердечки, звёздочки, овалы, в форме кредитных карточек и т. д.
Обычно применяется в шоу-бизнесе как носитель аудио- и видеоинформации. Был запатентован рекорд-продюсером Марио Коссом в Германии (1995).
Обычно диски с формой, отличающейся от круглой, не рекомендуют применять в приводах CD-ROM, поскольку при высоких скоростях вращения диск может лопнуть и полностью вывести привод из строя. Поэтому перед вставкой Shape CD в привод следует принудительно ограничить скорость вращения диска с помощью специальных программ. Тем не менее и эта мера не даёт гарантии безопасности CD-привода.

## Современное положение
В настоящее время компакт-диски считаются устаревшими носителями информации. Их значимость угасает, компьютерная индустрия всё меньше и меньше ориентируется на ёмкость CD. Образы операционных систем растут за пределы CD: начиная с Ubuntu 12.10, образ стал превышать 700 МБ. Windows 7 уже официально не поддерживает установку с CD — последней операционной системой семейства, способной установиться с CD, является Windows Vista (через набор CD по заказу). Компьютерные приводы, способные работать только с CD, уже не выпускаются. Музыкальные плееры уже делают ориентированными на USB/TF без привода, в результате чего CD уступает место DVD и флеш-накопителям.

## Срок службы
Библиотека Конгресса проводит исследования долговечности своей обширной коллекции компакт-дисков форматов CD-DA и CD-ROM, структура которых идентична и подвержена физической деградации («CD-Rot», «Laser-Rot»). Доступ к цифровому контенту на этих носителях зависит от наличия совместимого оборудования и программного обеспечения, а также от сохранности самого носителя, состоящего из поликарбонатной подложки, металлического отражающего слоя и защитного покрытия. Ухудшение состояния диска оценивается по показателю частоты ошибок блоков (Block Error Rate, BLER); превышение предела 220 ошибок в секунду, установленного стандартом ISO 10149, указывает на риск неисправляемых ошибок и потери данных. Целью исследований является оценка потребностей в сохранении коллекций CD-Audio, понимание механизмов отказа и разработка стратегий для минимизации потерь данных, включая выявление уязвимых носителей для своевременного копирования.
Исследования включают как естественное старение (наблюдение за дисками с 1996 года и расширенной выборкой с 2005 года в контролируемых условиях хранилищ Packard Campus), так и ускоренное старение по методике ISO 18921. Результаты 15-летнего естественного старения показали увеличение BLER со временем, при этом большинство дисков стабильны, а общая частота отказов составила 4 %. Ускоренное старение подтвердило этот показатель отказов (~4 % с ожидаемым сроком службы менее 10 лет) и показало, что ~70 % дисков имеют прогнозируемую долговечность свыше 100 лет. Установлено, что снижение температуры до 10 °C и относительной влажности до 35 % может увеличить срок службы носителей в 11 раз по сравнению с условиями 25 °C и 50 % RH. Исследования также показали, что клеевые метки безопасности и резкие перепады температуры сокращают срок службы дисков, тогда как лазерная гравировка в центральной зоне не оказывает негативного влияния..

### Биодеградация
Гриб, напоминающий Geotrichum, выделенный из биодеградированного компакт-диска, in vitro разрушает элементы различных типов CD: гифы проникают сквозь алюминиевый слой, растворяя металл, и уничтожают поликарбонатный ароматический полимер, формирующий «питы» и «ленды».